# Museum Gais
| Museum Gais    | Museum Gais                        |
| -------------- | ---------------------------------- |
| Museum Gais    |                                    |
| Ort            | Dorfplatz 2 9056 Gais              |
| Gründung       | 1972                               |
| Betreiber      | Verein Museum Gais                 |
| Leitung        | Bruno Steingruber                  |
| Website        | www.gais.ch/kultur-freizeit/museum |
| Öffnungszeiten | So 14–17 Uhr oder auf Anfrage      |

Das Museum Gais steht in Gais im Kanton Appenzell Ausserrhoden in der Schweiz. Es zeigt Druckgrafiken und Aquarelle von Ansichten des Dorfes zwischen 1750 und 1900.

## Geschichte
In der Zeit der Hochblüte des Molkenkurwesens im 19. Jahrhundert entstanden in Gais zahlreiche Dorfansichten zur Illustration von Reiseberichten und Geschichtsbüchern. Grossformatige Ansichten und Leporello-Panoramen wurden an Kurgäste verkauft. 1972 wurde anlässlich der 700-Jahr-Feier der Gemeinde Gais im Singsaal des Dorfschulhauses erstmals eine Ausstellung mit einigen Werken aus Gemeindebesitz sowie Leihgaben von Privaten und Museen eingerichtet. Kurz darauf wurde der Gemeinde die «Sammlung Heim» mit 27 Ansichten zum Kauf angeboten, was den Anstoss gab zu einer weiteren Sammlungstätigkeit, die insbesondere von Gemeindekassier Karl Rechsteiner vorangetrieben wurde. Dazu schuf man einen Fonds, der ab 1982 gezielt Ansichten von «Alt Gais» ankaufte, Erbschaften und Schenkungen ergänzten den Bestand. 1993 waren es mehr als 160 Exponate. Dazu kamen antike Gegenstände, Mobiliar, Chroniken und Bücher zur Dorfgeschichte. Erstmals als ganze Sammlung präsentiert wurden die Dorfansichten 1990 in einer Sonderausstellung im Appenzeller Volkskunde-Museum in Stein AR.
Ab den Anfängen in den 1970er-Jahren waren die Grafiken und Aquarelle im Sitzungszimmer des Gemeinderates und in den Büros der Gemeindeverwaltung aufgehängt und dort für die Öffentlichkeit zugänglich. Ende 1990 wurde das Sitzungszimmer zu einem Verwaltungsbüro umgenutzt. Der grösste Teil der Sammlung musste verpackt und archiviert werden. Als das Haus «Blume» am Dorfplatz in den Besitz der Gemeinde überging, ergab sich die Möglichkeit, das Erdgeschoss als Ausstellungsraum zu nutzen. Nach einem Umbau wurde die «Grafiksammlung Alt-Gais» im Sommer 1994 eröffnet. Die beengten Platzverhältnisse führten 2007 zur Erweiterung ins erste Obergeschoss. Es entstand das «Museum am Dorfplatz», das neben den historischen Ansichten auch Werke zeitgenössischer lokaler Kunstschaffender und Porträts von Gaiser Landammännern zeigte, ausserdem Siegel, Landsgemeindesäbel und historische Einrichtungsgegenstände. In den folgenden Jahren wurden auch immer wieder Sonderausstellungen etwa mit Malereien von Hermann Fitzi (2008), Fotografien von Mäddel Fuchs (2011) oder zum Appenzeller Holzbau (2017) erarbeitet. Betreut wurden diese Ausstellungen jeweils von der Kulturkommission der Gemeinde.
Um die Werke besser in Szene zu setzen und ihre historische Einordnung leichter zu erschliessen, wurde ab 2017 ein neues Museumskonzept erarbeitet. Im Juni 2021 wurde das vollständig neu gestaltete Museum eröffnet. Es entstand in Zusammenarbeit mit dem Kurator Ueli Vogt und dem Ausstellungsgestalter Johannes Stieger. Das Obergeschoss zeigt eine Dauerausstellung, deren Kern eine Auswahl der Sammlung von Gaiser Ansichten ist. Das Erdgeschoss bietet Raum für Wechselausstellungen. In der Folge wurde der «Verein Museum Gais» gegründet, der die Leitung übernahm. 2023 schärfte das Museum sein Profil erneut: Die Wechselausstellungen sollen in Zukunft jeweils einen engen Bezug zu Gais aufweisen.

## Gebäude
Das «Haus zur Blume» wurde nach dem Dorfbrand von Gais 1781 wieder erbaut. Es ist ein sechsgeschossiges Mansardgiebelhaus in Strickbau. Gegen den Platz zeigt es Einzelfenster mit Klebdächern, auf der dem Platz abgewandten Hauptfassade eine symmetrische Anordnung von Reihenfenstern. Das Haus fügt sich damit in das harmonische Zusammenspiel von klassizistisch geprägten Walmdachhäusern und traditionell-ländlichen Holzgiebelhäusern rund um den Dorfplatz ein. Aus den südlichen Fenstern öffnet sich der Blick vom Museum auf das Alpstein-Panorama.
Im Zug der Neukonzeption von 2021 wurde der Empfangsbereich im Erdgeschoss neu gestaltet, und das Museum erhielt eine dezente Farbigkeit: der Tresen und das Treppengeländer in Rot, der Teppich in Grün, die Wände im Obergeschoss in einem ruhigen Dunkelblau, das die grafischen Blätter gut zur Geltung bringen soll. Die Liegenschaft ist im Besitz der Gemeinde, die den Raum im ersten Obergeschoss als Trauzimmer nutzt. Das übrige Haus ist bewohnt.

## Sammlung
Das Museum Gais sammelt historische Ansichten des Dorfs und Gegenstände zur Dorfgeschichte.

## Dauerausstellung

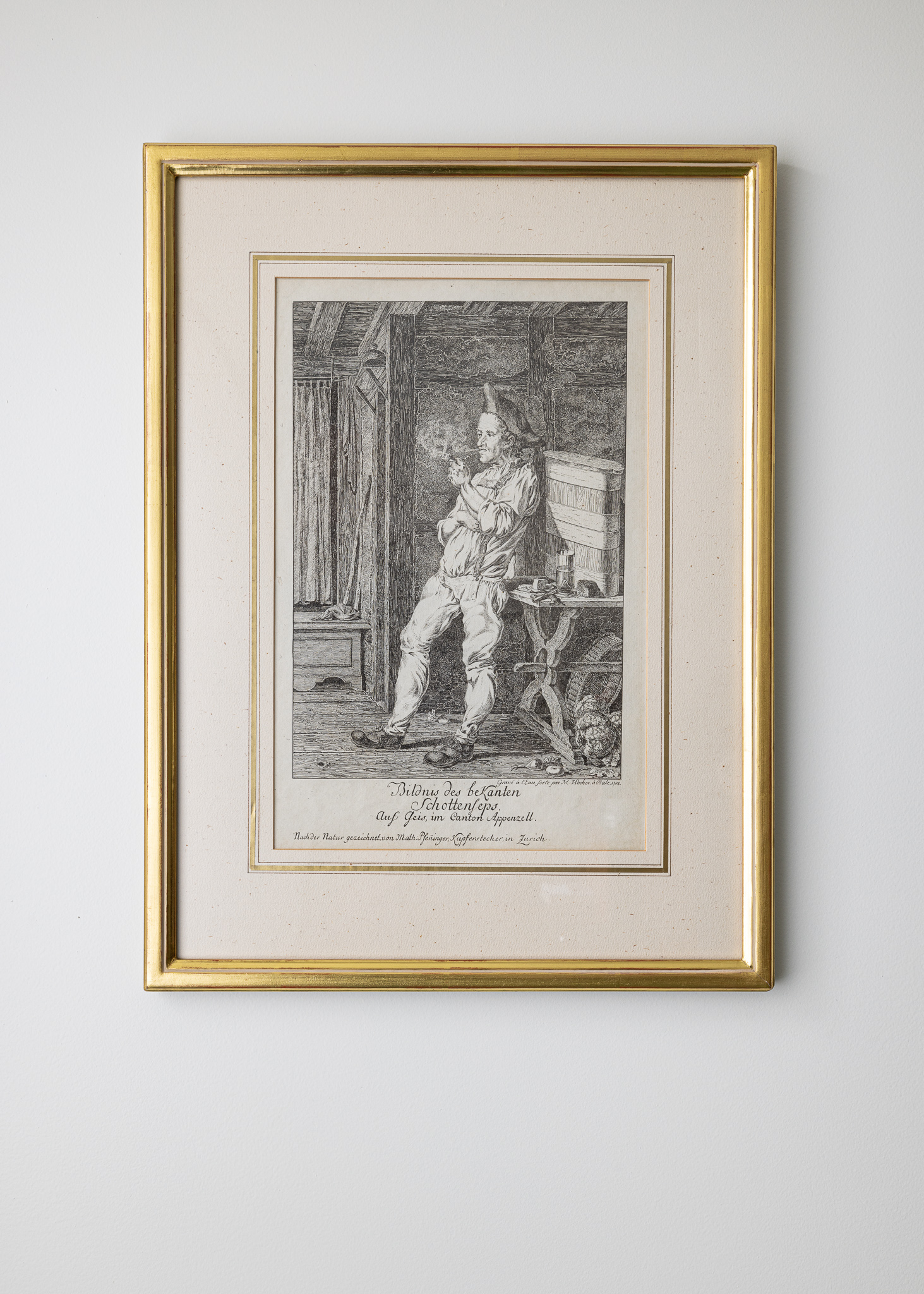
Der Schottensepp

Die Ausstellung im Obergeschoss beginnt im Trauzimmer: einem offenen Raum mit einem grossen Tisch und den versammelten Porträts der Gaiser Landammänner. Einen Platz zwischen den ehrwürdigen Herren hat auch der legendäre «Schottensepp» erhalten: Anton Josef Inauen (1725–1791) soll jeweils frühmorgens die frische Molke vom «Oberen Mesmer» nach Gais getragen haben. Eine ganze Wand nimmt ausserdem eine grafische Darstellung der Geschichte von Gais ein.
Den Schwerpunkt der Ausstellung bildet die Sammlung von Dorfansichten von Gais. Die Kupfer-, Stahl- und Holzstiche sind teilweise auch koloriert, dazu kommen Aquarelle. Sie entstanden vor allem in der Zeit zwischen 1750 und 1900, als Gais ein Molkenkurort war. Die Blätter wurden den Kurgästen als Andenken verkauft. Einer der bekanntesten Maler war Johann Ulrich Fitzi (1798–1855), der in Federzeichnungen zahlreiche Orte im Appenzellerland realitätsgetreu festgehalten hat. Von ihm sind neben den berühmten Panoramen auch Zeichnungen einzelner Häuser von Gais zu sehen. Nach den Panoramen im ersten Raum folgen im zweiten die Ansichten des Dorfs aus der näheren Umgebung, im dritten dann die Ansichten des Dorfkerns. Die meisten davon sind Werke diverser Kleinmeister, das Museum besitzt aber auch mehrere Bilder des Malers Bruno Kirchgraber (1900–1983, vgl.). An den rückwärtigen Wänden der Ausstellungsräume gibt es jeweils ausziehbare Wände und flache Schubladen, in denen Besucher weitere Werke entdecken können.
Den letzten Raum bildet das «Sammelsurium»: Hier sind historische Objekte zur Ortsgeschichte versammelt, darunter Osterschriften (Examensarbeiten im Schönschreiben von Schulkindern), Reliefs, eine Holzräderuhr, eine Hellebarde von der Schlacht am Stoss, alte Landkarten oder auch die alte Gemeindekasse, eine imposante Truhe mit einem schweren Schliessmechanismus.

## Wechselausstellungen
Im Erdgeschoss werden pro Jahr etwa zwei Wechselausstellungen eingerichtet. Nach dem Konzept von 2023 sollen diese einen Bezug zu Gais aufweisen. Die erste Ausstellung galt Vater und Sohn Liner: Carl August Liner (1871–1946) und Carl Walter Liner (1914–1997) schufen zahlreiche Werke mit Landschaften des Appenzellerlands. Die Bilder stammten aus einer Gaiser Privatsammlung. Diese ermöglichte auch die Ausstellung im Sommer 2023. Zu sehen waren Werke zweier hervorragender Künstler der Jahrhundertwende: Sigismund Righini (1870–1937) und Augusto Giacometti (1877–1947). Im Herbst 2023 folgte eine Kooperation mit «Klang Moor Schopfe», dem biennalen Festival für audiovisuelle Kunst im Hochmoor von Gais. Rahel Kraft und Tomoko Hojo haben sich dafür mit den Klängen der Molkenkurort-Geschichte beschäftigt und dazu die Installation «Taasäsaft» (Molke) geschaffen. Für 2024 planen fünf Museen in Appenzell Ausserrhoden eine gemeinsame Ausstellung zum Thema Tourismus.

## Spezielle Exponate

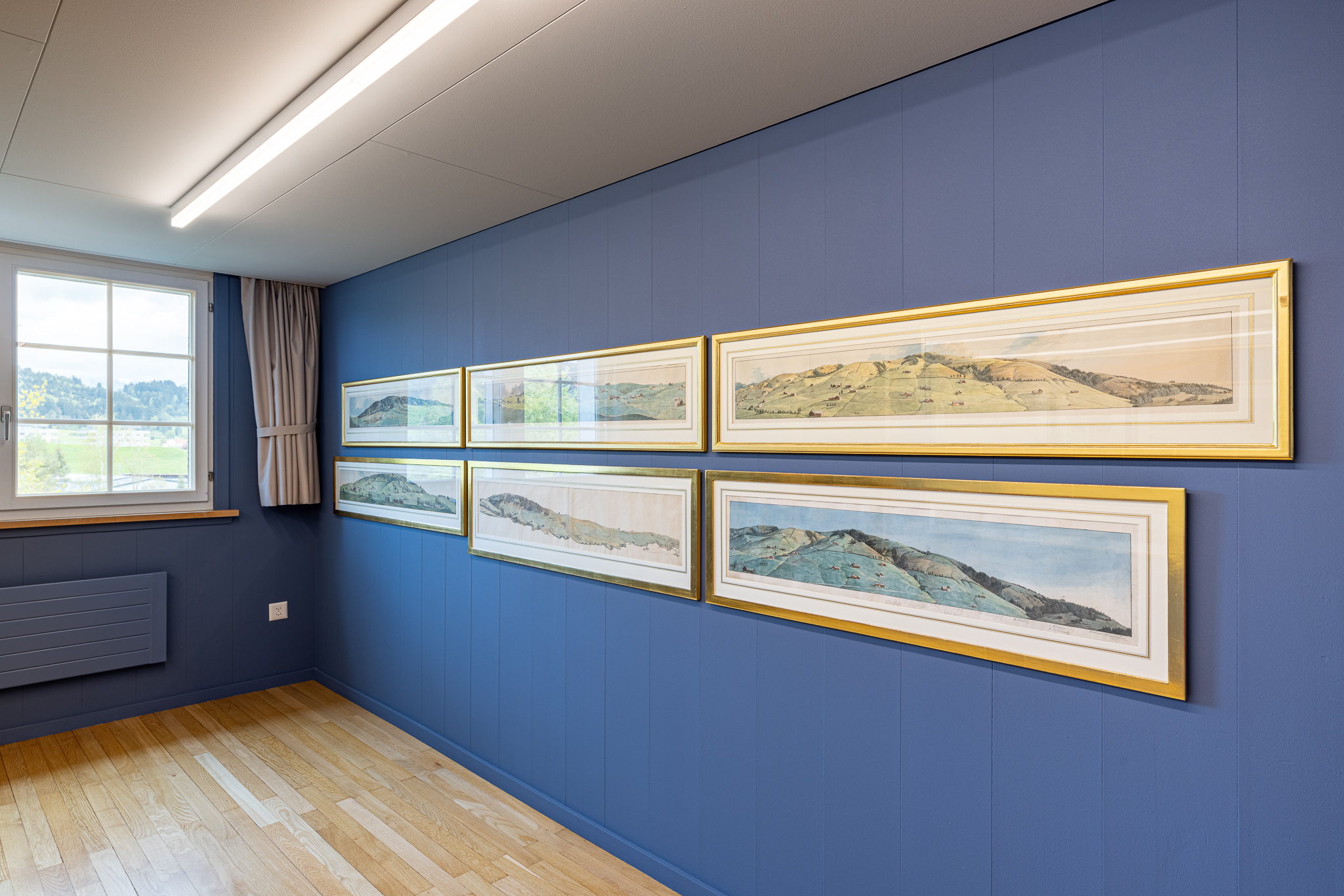
Die Panoramen von Johann Ulrich Fitzi

- Fitzi-Panoramen: Für den Ochsenwirt Salomon Heim hat Johann Ulrich Fitzi sieben Teilansichten von Gais gezeichnet. Diese Panoramen füllen eine ganze Wand und bilden einen Höhepunkt der Ausstellung.
- Nussbaum-Buffet: Ein Objekt zur Ortsgeschichte ist ein Eck-Buffet in Nussbaum mit einem eingebauten Lavaboschrank, einem Gütschli (Ruhebett) und einer seitlichen Türe zum Treppenkasten dahinter. Das Möbel stammt aus dem ehemaligen Restaurant «Rähn».
- Der Teppich im Foyer zeigt einen Ortsplan von Gais. Die Darstellung der Häuser ermöglicht eine historische Betrachtungsweise: Alte Häuser sind ganz ausgefüllt, mittelalte schraffiert und neue nur in Umrissen abgebildet. Der Webteppich wurde zur Neugestaltung 2021 hergestellt.

## Bilder

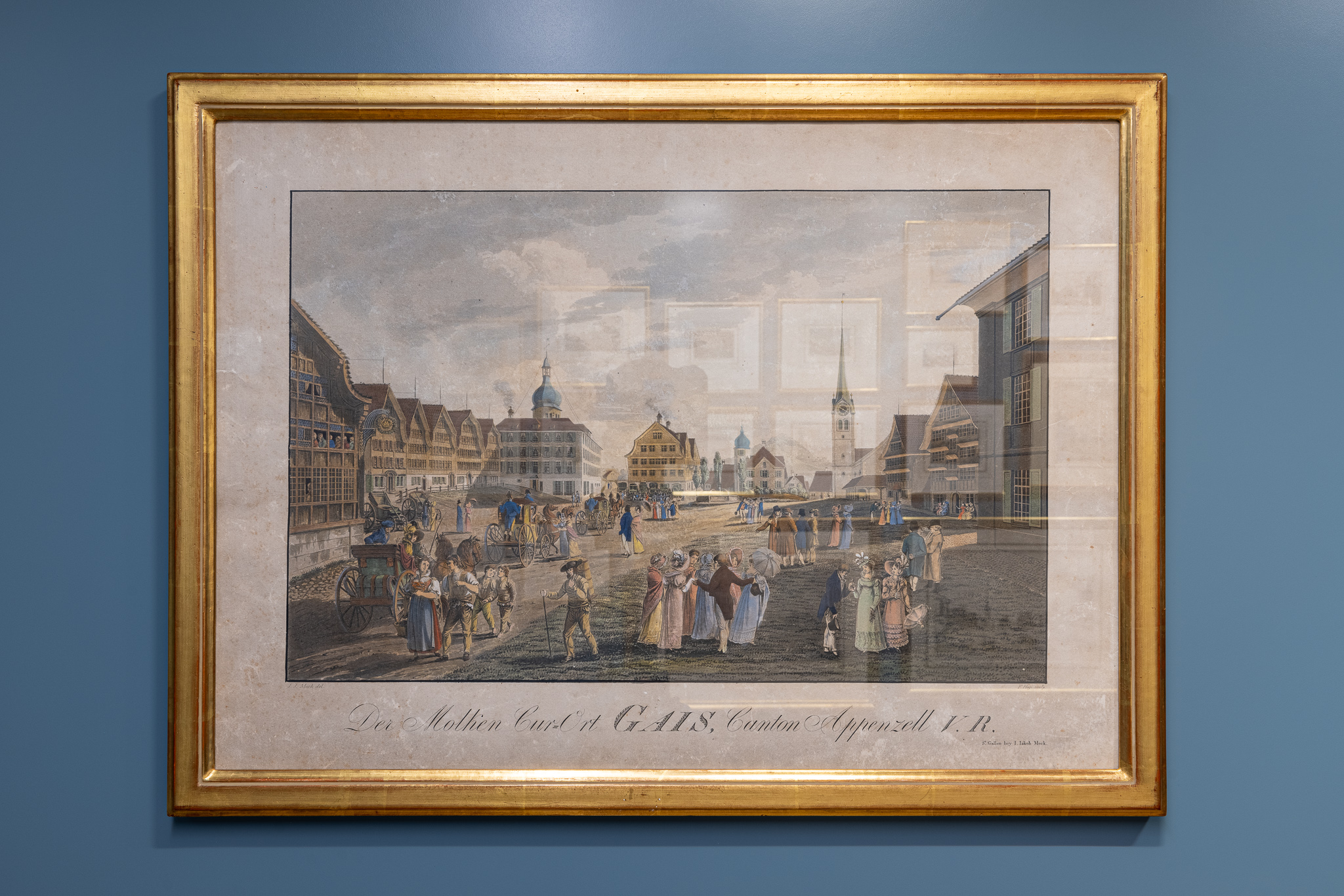
Dorfplatz mit Kurgästen und Schottensepp
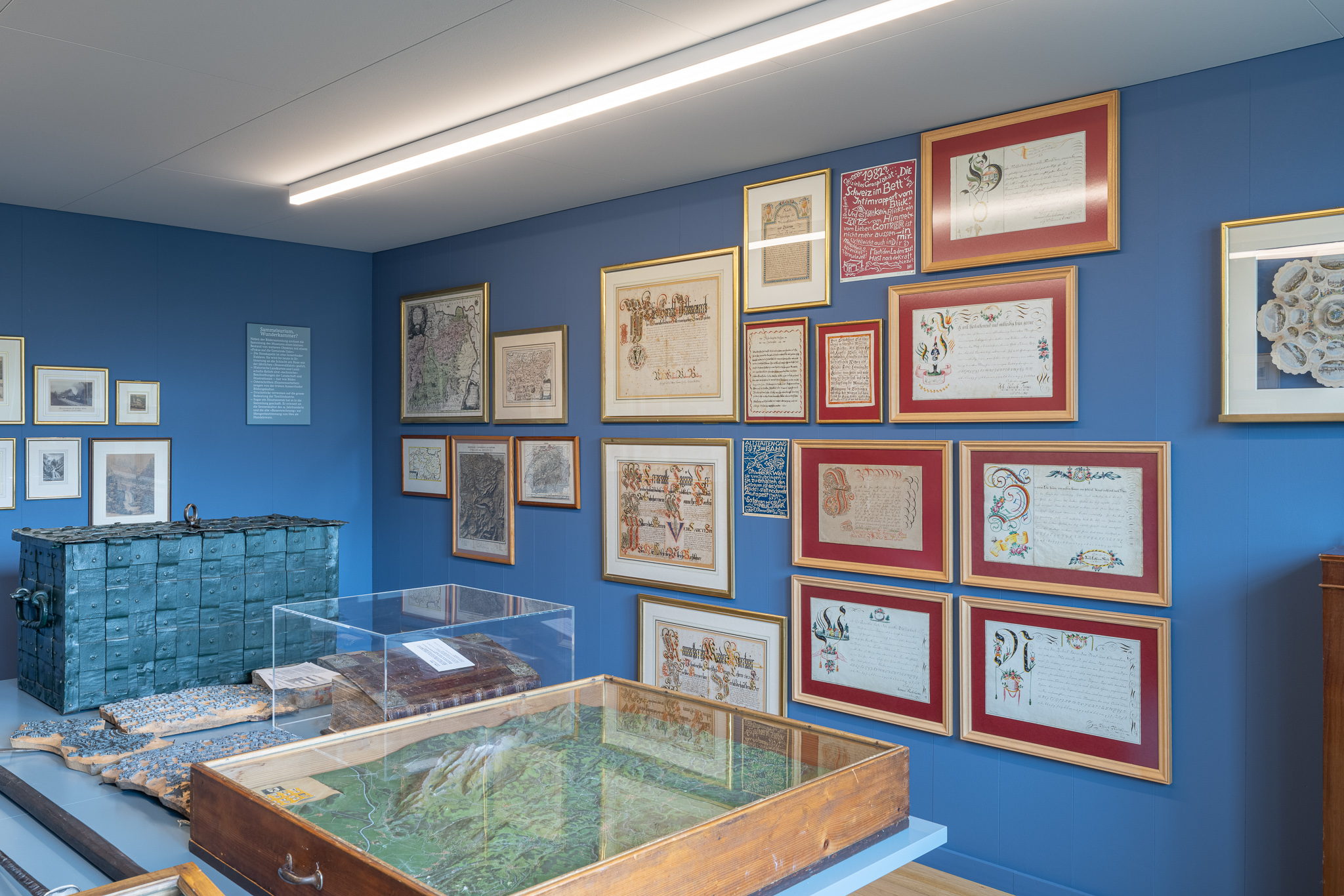
Sammelsurium mit Osterschriften, einem Relief, der alten Gemeindekasse etc.
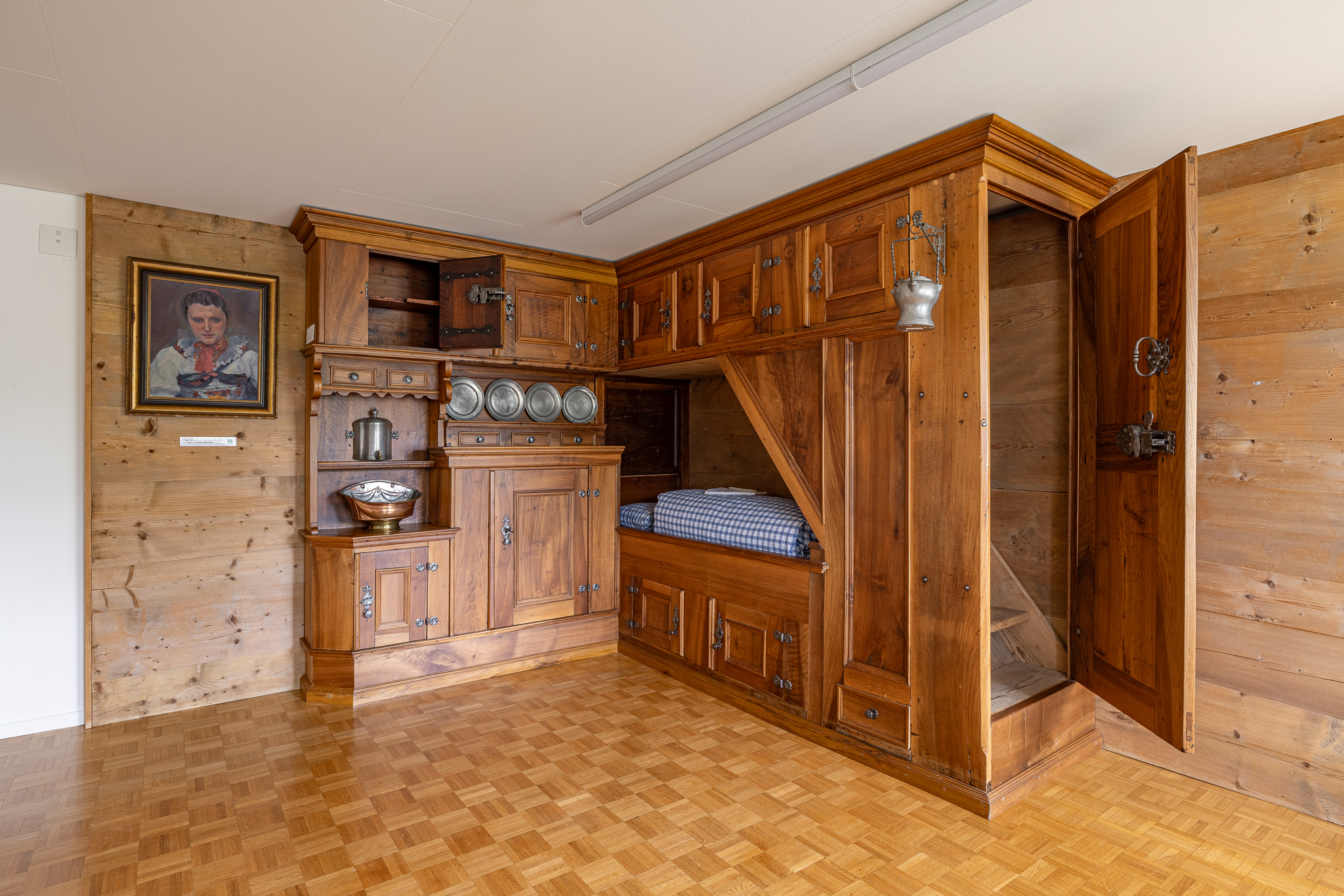
Eck-Buffet aus Nussbaum

## Weitere Angebote
In die Ausstellung integriert sind zwei Bildschirme, auf denen man Bilder betrachten und Details heranzoomen kann. Nicht ausgestellte Bilder sind hier ebenfalls abrufbar. Führungen werden auf Anfrage durchgeführt, auch in Kombination mit einer Führung durch das Dorf.

## Trägerschaft
Der «Verein Museum Gais» betreibt das Museum und betreut die Wechselausstellungen. Er wurde 2022 gegründet, Präsident ist Bruno Steingruber.